# Diocèse de Phu Cuong
Le diocèse de Phu Cuong (en latin: Dioecesis Phucuongensis, en vietnamien: Giáo phận Phú Cường) est un territoire ecclésial de l'Église catholique au Viêt Nam, suffragant de l'archidiocèse d'Hô-Chi-Minh-Ville (Saïgon). Le siège épiscopal est occupé actuellement par Mgr Joseph Nguyễn Tấn Tước (it) depuis sa nomination le 30 juin 2012.

## Territoire
Le territoire du diocèse s'étend sur 9 543 km² au sud du pays. Il regroupe la province de Binh Duong et de Tây Ninh, et en partie celles de Binh Phuoc et d'Hô-Chi-Minh-Ville. Il est divisé en 96 paroisses. Son siège est à la cathédrale de Sacré-Cœur de Thủ Dầu Một.

## Historique
Le diocèse a été érigé le 14 octobre 1965 par la bulle de Paul VI, In Animo Nostro, recevant son territoire de l'archidiocèse de Saïgon.
Les séminaristes du diocèse étudient au séminaire Saint-Joseph de Saïgon pour leur formation de futurs prêtres.

## Ordinaires
- Joseph Pham Van Thiên † (14 octobre 1965 - 10 mai 1993)
- Louis Hà Kim Danh † (10 mai 1993 - 22 février 1995)
- Pierre Trân Ðinh Tu (5 novembre 1998 - 30 juin 2012)
- Joseph Nguyễn Tấn Tước (it) (depuis le 30 juin 2012)

## Statistiques
En 2014, il y avait 147 459 baptisés sur une population de 2 984 658 (4,9 %), 99 paroisses, 148 prêtres (122 diocésains et 26 réguliers), 208 religieux, 623 religieuses, 61 séminaristes.

### Adresse postale
- Évêché (Toa Giam Muc) de Phu Cuong, 444 Cach Mang Thang 8, Thủ Dầu Một, Binh Duong, Viêt-Nam.